# Liste der Sieger bei PDC-Turnieren 2008
Die Liste der Sieger bei PDC-Turnieren 2008 listet zuerst alle Sieger bei den Major-Turnieren der Professional Darts Corporation auf. Im Weiteren werden die weiteren Turniersieger aufgelistet und Statistiken aufgezeigt.
←2007 2009→

## Turniersieger

### Major-Turniere
| Turnier               | Sieger      | Finalist              | Ergebnis | Format |
| --------------------- | ----------- | --------------------- | -------- | ------ |
| Weltmeisterschaft     | John Part   | Kirk Shepherd         | 7:2      | Sätze  |
| US Open               | Phil Taylor | Colin Lloyd           | 3:0      | Sätze  |
| Premier League        | Phil Taylor | James Wade            | 16:8     | Legs   |
| UK Open               | James Wade  | Gary Mawson           | 11:6     | Legs   |
| Desert Classic        | Phil Taylor | James Wade            | 13:7     | Legs   |
| World Matchplay       | Phil Taylor | James Wade            | 18:9     | Legs   |
| Championship League   | Phil Taylor | Mervyn King           | 7:5      | Legs   |
| World Grand Prix      | Phil Taylor | Raymond van Barneveld | 6:2      | Sätze  |
| European Championship | Phil Taylor | Adrian Lewis          | 11:5     | Legs   |
| Grand Slam            | Phil Taylor | Terry Jenkins         | 18:9     | Legs   |

### Players Championships
Alle Ergebnisse wurden im Satzmodus ausgespielt.
| Turnier                            | Sieger                | Finalist              | Ergebnis |
| ---------------------------------- | --------------------- | --------------------- | -------- |
| Players Championship Gibraltar 1   | John Part             | Chris Mason           | 3:1      |
| Players Championship Gibraltar 2   | James Wade            | Denis Ovens           | 3:1      |
| Players Championship Süden         | Phil Taylor           | James Wade            | 3:0      |
| Players Championship Nordwesten    | Alan Tabern           | Chris Mason           | 3:0      |
| Players Championship Deutschland 1 | Phil Taylor           | Raymond van Barneveld | 3:1      |
| Players Championship Deutschland 2 | Phil Taylor           | Wayne Jones           | 3:1      |
| Players Championship Midlands      | Phil Taylor           | Colin Lloyd           | 3:0      |
| Antwerp Trophy                     | Phil Taylor           | Andy Smith            | 3:0      |
| Players Championship Glasgow       | Mervyn King           | Mark Dudbridge        | 3:0      |
| Open Holland Masters               | Raymond van Barneveld | Colin Osborne         | 3:0      |
| Players Championship Bristol 1     | Phil Taylor           | Alan Tabern           | 3:0      |
| Players Championship Bristol 2     | Dennis Priestley      | Kevin Painter         | 3:2      |
| Players Championship Las Vegas     | Phil Taylor           | Ronnie Baxter         | 3:1      |
| Bobby Bourn Memorial Trophy        | Phil Taylor           | Ronnie Baxter         | 3:0      |
| Australian Open                    | Robert Thornton       | Paul Nicholson        | 3:1      |
| Players Championship Kanada        | Dennis Priestley      | Lionel Sams           | 3:1      |
| Atlanta Players Championship       | Alan Tabern           | Andy Hamilton         | 3:1      |
| Players Championship Eindhoven 1   | Phil Taylor           | James Wade            | 3:1      |
| Players Championship Eindhoven 2   | Phil Taylor           | Terry Jenkins         | 3:0      |
| Ireland Autumn Classic             | Felix McBrearty       | Chris Mason           | 3:1      |
| Windy City Open                    | Wayne Mardle          | Colin Lloyd           | 3:2      |
| Players Championship Wales 1       | Ronnie Baxter         | Jamie Caven           | 3:0      |
| Players Championship Wales 2       | Alan Tabern           | Colin Osborne         | 3:2      |
| Players Championship Irland 1      | Phil Taylor           | James Wade            | 3:2      |
| Players Championship Irland 2      | Dennis Priestley      | Raymond van Barneveld | 3:1      |
| Players Championship Schottland 1  | Alex Roy              | Denis Ovens           | 3:2      |
| Players Championship Schottland 2  | James Wade            | Mark Walsh            | 3:1      |
| Players Championship Kirchheim     | Colin Osborne         | Carlos Rodríguez      | 3:2      |
| Killarney Pro Tour                 | Terry Jenkins         | Andy Jenkins          | 3:0      |
| Players Championship Niederlande 1 | Mervyn King           | Raymond van Barneveld | 3:2      |
| Players Championship Niederlande 2 | James Wade            | Mark Walsh            | 3:2      |

### UK Open Qualifiers
Bei den UK Open Qualifiern wurde ausgespielt, wer sich für die UK Open qualifiziert.
Alle Ergebnisse wurden im Legmodus ausgespielt.
| Turnier                           | Sieger        | Finalist      | Ergebnis |
| --------------------------------- | ------------- | ------------- | -------- |
| UK Open North East Regional Final | Colin Osborne | Denis Ovens   | 8:6      |
| UK Open South West Regional Final | Colin Lloyd   | Andy Hamilton | 8:6      |
| UK Open Southern Regional Final   | Colin Lloyd   | Phil Taylor   | 8:6      |
| UK Open North West Regional Final | Phil Taylor   | Adrian Lewis  | 8:7      |
| UK Open Midlands Regional Final   | Phil Taylor   | Brendan Dolan | 8:0      |

### Sonstige
Zusätzlich gab es ein paar wenige Turniere, die außerhalb der obengenannten Turnierserien ausgetragen wurden.
| Turnier                  | Sieger             | Finalist             | Ergebnis | Format |
| ------------------------ | ------------------ | -------------------- | -------- | ------ |
| West Tyrone Open         | Kevin McDine       | Kevin Painter        | 7:4      | Legs   |
| Open Holland             | Matt Clark         | Peter Manley         | 3:1      | Sätze  |
| La Skretch Montreal Open | Darin Young        | Stephen Panuncialman | 3:1      | Sätze  |
| South African Masters    | Phil Taylor        | John Part            | 5:2      | Legs   |
| Gleneagle Irish Masters  | Michael van Gerwen | Kevin McDine         | 6:5      | Legs   |
| German Championship      | Co Stompé          | Phil Taylor          | 4:2      | Sätze  |

### Qualifikationen zur Weltmeisterschaft
Um die Internationalität des Wettbewerbs und Spieler aus Ländern mit weniger Dartskultur und Frauen zu fördern, werden diverse Qualifikationsturniere für die World Darts Championship ausgetragen.
Alle Ergebnisse wurden im Legmodus ausgespielt.
| Turnier                            | Sieger            | Zweitplatzierter | Drittplatzierter |
| ---------------------------------- | ----------------- | ---------------- | ---------------- |
| Nordamerikanische Tour             | Darin Young       | Bill Davis       | David Fatum      |
| Australische Tour                  | Paul Nicholson    |                  |                  |
| Ozeanische Meisterschaft           | Russell Stewart   |                  |                  |
| Japanischer Qualifier              | Akihiro Nagakawa  |                  |                  |
| Finnischer Qualifier               | Marko Kantele     |                  |                  |
| Dänische Qualifikationsserie       | Per Laursen       |                  |                  |
| Großraum China-Qualifier           | Shi Yongsheng     |                  |                  |
| Philippinischer Qualifier          | Lourence Ilagan   |                  |                  |
| Neuseeländische Meisterschaft      | Warren French     |                  |                  |
| Südafrikanische Meisterschaft      | Charles Losper    |                  |                  |
| Südamerika-und-Karibik-Qualifier   | Sudesh Fitzgerald |                  |                  |
| Indische Meisterschaften           | Ankit Goenka a    |                  |                  |
| Sieger der GDC-Tour                | Mensur Suljović b | Hannes Schnier b |                  |
| Tom Kirby Memorial Irish Matchplay | Shane O'Connor    |                  |                  |
| Osteuropäischer Qualifier          | Nándor Bezzeg     |                  |                  |

 Remco van Eijden erhielt eine Wildcard vom niederländischen Privatsender SBS 6. Ursprünglich hätte Co Stompé diese erhalten sollen. Er qualifiziert sich allerdings bereits über die European Order of Merit.

## Statistiken

### Sieger und Finalisten nach Nationalität
Die Qualifikationsturniere zur Weltmeisterschaft sind hier nicht eingerechnet. Die Anzahl der Finale stehen in Klammern.
| Turnierart           | AUS   | ENG     | CAN   | NED   | NIR   | SCO   | ESP   | USA   |
| -------------------- | ----- | ------- | ----- | ----- | ----- | ----- | ----- | ----- |
| Majorturnier         | 0     | 9 (17)  | 1 (1) | 0 (1) | 0     | 0     | 0     | 0 (1) |
| Players Championship | 0 (1) | 27 (53) | 1 (1) | 1 (4) | 1 (1) | 1 (1) | 0 (1) | 0     |
| UK Open Qualifiers   | 0     | 5 (9)   | 0     | 0     | 0 (1) | 0     | 0     | 0     |
| Sonstige             | 0     | 3 (6)   | 0 (1) | 2 (2) | 1 (1) | 0 (1) | 0     | 1 (2) |

### Errungenschaften

#### Persönliche Errungenschaften
- Erstes Weltmeisterschaftsfinale: Kirk Shepherd
- Erstes PDC-Majorfinale: Kirk Shepherd, Gary Mawson, Mervyn King, Adrian Lewis

- Erster PDC-Titel: Alan Tabern, Mervyn King, Robert Thornton, Felix McBrearty, Kevin McDine, Matt Clark, Co Stompé

- Erstes PDC-Finale: Paul Nicholson, Felix McBrearty, Jamie Caven, Carlos Rodríguez, Brendan Dolan, Stephen Panuncialman, Co Stompé

#### Nationale Errungenschaften
- Erster Weltmeisterschaftsqualifikant  Spanien,  Finnland,  Ungarn,  Russland
- Erster PDC-Titel:  Nordirland
- Erster PDC-Finalist:  Australien,  Spanien

### Majorturniere
| Spieler               | Siege | Finalniederlagen |
| --------------------- | ----- | ---------------- |
| Phil Taylor           | 8     | 0                |
| James Wade            | 1     | 3                |
| John Part             | 1     | 0                |
| Raymond van Barneveld | 0     | 1                |
| Terry Jenkins         | 0     | 1                |
| Mervyn King           | 0     | 1                |
| Adrian Lewis          | 0     | 1                |
| Colin Lloyd           | 0     | 1                |
| Gary Mawson           | 0     | 1                |
| Kirk Shepherd         | 0     | 1                |

### Players Championship
| Spieler               | Siege | Finalniederlagen |
| --------------------- | ----- | ---------------- |
| Phil Taylor           | 11    | 0                |
| James Wade            | 3     | 3                |
| Alan Tabern           | 3     | 1                |
| Dennis Priestley      | 3     | 0                |
| Mervyn King           | 2     | 0                |
| Raymond van Barneveld | 1     | 3                |
| Ronnie Baxter         | 1     | 2                |
| Colin Osborne         | 1     | 2                |
| Terry Jenkins         | 1     | 1                |
| Felix McBrearty       | 1     | 0                |
| Wayne Mardle          | 1     | 0                |
| Alex Roy              | 1     | 0                |
| Robert Thornton       | 1     | 0                |
| Colin Lloyd           | 0     | 2                |
| Chris Mason           | 0     | 3                |
| Denis Ovens           | 0     | 2                |
| Mark Walsh            | 0     | 2                |
| Jamie Caven           | 0     | 1                |
| Mark Dudbridge        | 0     | 1                |
| Andy Hamilton         | 0     | 1                |
| Andy Jenkins          | 0     | 1                |
| Wayne Jones           | 0     | 1                |
| Paul Nicholson        | 0     | 1                |
| Kevin Painter         | 0     | 1                |
| Carlos Rodríguez      | 0     | 1                |
| Lionel Sams           | 0     | 1                |
| Andy Smith            | 0     | 1                |

### UK Open Qualifiers
| Spieler       | Siege | Finalniederlagen |
| ------------- | ----- | ---------------- |
| Phil Taylor   | 2     | 1                |
| Colin Lloyd   | 2     | 0                |
| Colin Osborne | 1     | 0                |
| Brendan Dolan | 0     | 1                |
| Adrian Lewis  | 0     | 1                |
| Andy Hamilton | 0     | 1                |
| Denis Ovens   | 0     | 1                |

### Sonstige
| Spieler              | Siege | Finalniederlagen |
| -------------------- | ----- | ---------------- |
| Kevin McDine         | 1     | 1                |
| Phil Taylor          | 1     | 1                |
| Matt Clark           | 1     | 0                |
| Michael van Gerwen   | 1     | 0                |
| Co Stompé            | 1     | 0                |
| Darin Young          | 1     | 0                |
| Peter Manley         | 0     | 1                |
| Stephen Panuncialman | 0     | 1                |
| John Part            | 0     | 1                |
| Kevin Painter        | 0     | 1                |